# Toni Skaba
Toni Skaba (* 27. März 1932 in Gleiwitz) war Fußballspieler in der DDR-Oberliga, der höchsten Fußballklasse des DDR-Fußballverbandes. Er spielte dort für den SC Turbine Erfurt. Später arbeitete Skaba als Fußballtrainer.

## Sportliche Laufbahn
Skaba hatte bereits mit zehn Jahren begonnen, organisiert Fußball zu spielen. Nach dem Zweiten Weltkrieg wuchs er in Bleicherode auf und spielte zunächst in den Nachwuchsmannschaften der Betriebssportgemeinschaft (BSG) Aktivist Bleicherode. Zu Beginn der 1950er Jahre spielte Skaba mit der 1. Mannschaft in der drittklassigen Bezirksliga Erfurt und wurde mit ihr 1953 und 1955 Bezirksmeister. Mit 23 Jahren wechselte Skaba 1955 zum DDR-Meister SC Turbine Erfurt. Ab 1956 wurde er hauptsächlich als zentraler Abwehrspieler regelmäßig in den Punktspielen der Oberliga eingesetzt. Nach der Saison 1959 stieg Turbine Erfurt in die DDR-Liga ab, sodass Skaba für ein Jahr in der Zweitklassigkeit spielen musste. Nach der sofortigen Rückkehr in die Oberliga spielte Skaba noch drei weitere Spielzeiten in der höchsten DDR-Spielklasse. Seine letzte Oberligasaison absolvierte er 1962/63. Bis zum 10. Spieltag wurde er noch regelmäßig als Vorstopper eingesetzt, in der Rückrunde der Saison kam er nur noch viermal sporadisch als Ersatzspieler zum Einsatz. Sein letztes Oberligaspiel fand am 22. Spieltag, dem 17. März 1963 statt. Beim 0:2 gegen den SC Motor Karl-Marx-Stadt spielte er als halbrechter Stürmer. Innerhalb von sechs Spielzeiten bestritt Skaba 135 Punktspiele in der Oberliga und erzielte als defensiv eingesetzter Spieler sechs Tore.
Noch vor Beendigung seiner Laufbahn als Fußballspieler übernahm Skaba 1963 das Training der unterklassigen Fußballmannschaft der BSG Turbine Erfurt. Bis 1971 trainierte er die 2. Mannschaft des FC Rot-Weiß Erfurt, Nachfolger des SC Turbine. Anschließend war Skaba für eine Saison Trainer beim Bezirksligisten Motor Rudisleben, und von 1973 bis 1975 trainierte er die Bezirksligamannschaft von Glückauf Sondershausen. Zu Beginn der Saison 1975/76 übernahm er das Traineramt beim Zweitligisten BSG Kali Werra Tiefenort und arbeitete bei dessen Trägerbetrieb Kaliwerk Werra als Bergmaschinenbau-Ingenieur. 1981/82 trainierte er mit der BSG Landbau Bad Langensalza noch einmal eine Bezirksligamannschaft.